# Вулиця Гамалії (Львів)
Вулиця Гамалії — вулиця в Личаківському районі Львова, у місцевості Нове Знесіння. Пролягає від вулиці Новознесенської до вулиці Милятинської.
Прилучаються вулиці Корецька, Миргородська, Горіхова і Теребовельська.

## Історія
Виникла у першій третині XX століття, не пізніше 1931 року отримала назву вулиця святого Флоріана (з 1943 року по липень 1944 року, у часи нацистської окупації — Флоріанґассе). У 1946 році отримала сучасну назву на честь мікробіолога та епідеміолога Миколи Гамалії.
Вулиця забудована одно- та двоповерховими будинками 1930-х років у стилі конструктивізму та приватними садибами 1990-х—2000-х років.